# Cúp quốc gia Wales 1955–56
Cúp quốc gia Wales FAW 1955–56 là mùa giải thứ 69 của giải đấu bóng đá loại trực tiếp hàng năm dành cho các đội bóng ở Wales.

## Từ viết tắt
Tên giải đấu nằm sau tên các câu lạc bộ.
- B&DL - Birmingham & District League
- CCL - Cheshire County League
- FL D1 - Football League First Division
- FL D2 - Football League Second Division
- FL D3N - Football League Third Division North
- FL D3S - Football League Third Division South
- SFL - Southern Football League

## Vòng Năm
Vòng này bao gồm 9 đội thắng ở vòng Bốn và 7 đội mới.
| Số thứ tự trận | Đội nhà    | Tỉ số | Đội khách        |
| -------------- | ---------- | ----- | ---------------- |
| 1              | Rhyl (CCL) | 0–2   | Chester (FL D3N) |

## Vòng Sáu
| Số thứ tự trận | Đội nhà              | Tỉ số | Đội khách        |
| -------------- | -------------------- | ----- | ---------------- |
| 1              | Swansea Town (FL D2) | 1–0   | Chester (FL D3N) |

## Bán kết
Swansea Town và Newport County thi đấu ở Cardiff, Oswestry Town và Cardiff City thi đấu ở Wrexham.
| Số thứ tự trận | Đội nhà              | Tỉ số | Đội khách               |
| -------------- | -------------------- | ----- | ----------------------- |
| 1              | Oswestry Town (B&DL) | 0–7   | Cardiff City (FL D1)    |
| 2              | Swansea Town (FL D2) | 5–2   | Newport County (FL D3S) |

## Chung kết
Trận Chung kết diễn ra tại Cardiff.
| Số thứ tự trận | Đội nhà              | Tỉ số | Đội khách            |
| -------------- | -------------------- | ----- | -------------------- |
| 1              | Cardiff City (FL D1) | 3–2   | Swansea Town (FL D2) |